# François-Josué de La Corne Dubreuil
François-Josué de La Corne Dubreuil, né le 7 octobre 1710 et mort le 17 octobre 1753 à Québec, est un officier dans les troupes coloniales de la Nouvelle-France.

## Biographie
Comme était la coutume à cette époque, il était impliqué dans les entreprises commerciales de sa famille. Il était le fils de Jean-Louis de la Corne de Chaptes, et ses frères étaient Louis de la Corne et Luc de la Corne. Il fut assigné comme commandant du Fort Kaministiquia, au début de 1741, où il s'engagea dans le commerce des fourrures. 
Sa carrière l'emmena dans la Vallée de l'Ohio, où en juin 1753, il devint très malade lorsqu'il arpenta le portage à Fort Le Boeuf. Sa maladie le força à retourner à Québec où il est décédé. François-Josué était récipiendaire de l'ordre de Saint-Louis. 
Il n'eut qu'un fils qui lui a survécu, François-Michel, qui s'est probablement noyé avec son oncle Louis de la Corne dans le naufrage du navire l'Auguste en novembre 1761.